# Ontario (California)
Ontario è una città nel sud-ovest della contea di San Bernardino, in California, a 56 km ad est del centro di Los Angeles e a 37 km ad ovest del centro di San Bernardino, il capoluogo della contea. Situata nella parte orientale dell'area metropolitana dell'Inland Empire, si trova ad appena a est della contea di Los Angeles e fa parte della Greater Los Angeles Area. Al censimento del 2010, la città aveva una popolazione di 163 924 abitanti, in aumento, rispetto al censimento del 2000, quando era di 158 007 abitanti.
In città si trova l'Aeroporto Internazionale di Ontario, che è il quindicesimo aeroporto più trafficato degli Stati Uniti per trasporto di merci. Ontario gestisce la massa del traffico merci tra i porti di Los Angeles e Long Beach e il resto del paese.
Prende il nome dallo sviluppo della Ontario Model Colony fondata nel 1882 dall'ingegnere canadese George Chaffey e dai suoi fratelli William Chaffey e Charles Chaffey. L'insediamento prese il nome dalla provincia da dove provenivano, l'Ontario appunto.
Vi ha sede la Mag Instrument, Inc., azienda produttrice delle note torce elettriche Maglite.

## Geografia fisica
Secondo lo United States Census Bureau, ha un'area totale di 49,99 mi² (129,47 km²).

## Società

### Evoluzione demografica
Secondo il censimento del 2010, la popolazione era di 163 924 abitanti.

### Etnie e minoranze straniere
Secondo il censimento del 2010, la composizione etnica della città era formata dal 51,0% di bianchi, il 6,4% di afroamericani, l'1,0% di nativi americani, il 5,2% di asiatici, lo 0,3% di oceaniani, il 31,3% di altre razze, e il 4,7% di due o più etnie. Ispanici o latinos di qualunque razza erano il 69,0% della popolazione.